# Kurd Endell
Kurd Endell (* 1. Februar 1887 in Stade; † 22. März 1945 in Berlin-Wannsee) war ein deutscher  Mineraloge und Chemiker.
Endell, dessen Vater Geheimer Baurat war, studierte ab 1905 Chemie und Mineralogie in Lausanne, Grenoble, Breslau und Berlin. 1910 promovierte er in Mineralogie. Er war freiberuflicher Industrieforscher, aber auch ab 1913 Privatdozent und ab 1921 außerordentlicher Professor an der TH Berlin-Charlottenburg. Er beging in seinem Haus am Wannsee Ende des Zweiten Weltkriegs Suizid.
Endell befasste sich vor allem mit angewandter Mineralogie und dort mit Zementen, Tonmineralen und bindigen Böden, Feuerfestigkeit von Baustoffen wie Zementmörtel, Gläsern und Glasuren und Schlacken. Er entwickelte einen Bentonit, was in Deutschland große wirtschaftliche Bedeutung erlangte. Dabei arbeitete er mit Ulrich Hofmann zusammen. Außerdem entwickelte er Messmethoden und Messgeräte (Erhitzungsmikroskop, Messung von Viskosität) und arbeitete auch theoretisch (Trennstellentheorie, 1940).
Er beriet die Mansfeldische Kupferschiefer bauende Gewerkschaft und die Magnesitwerke in Radenthein.